# Borderpaki
Borderpaki ist eine Punk-Band aus Neumünster.

## Geschichte
Borderpaki wurde 1995 von den Jugendfreunden Rübi und Gil (Gitarre, Gesang) gemeinsam mit Anke Hell (Bass) und Torben Ladendorf (Schlagzeug) gegründet. Nach zwei Konzerte im Jahr 1995 stiegen Anke und Torben aus der Band aus und wurden durch Poldy (Schlagzeug) und Robi (Bass) ersetzt. In dieser Besetzung existierte die Band bis 1997 und spielte einige viel beachtete Konzerte in Schleswig-Holstein. Nach dem Ausstieg Gils wechselte Robi an die Gitarre und Milan übernahm bis 1998 den Bass. Von 1999 bis 2013 wurde die Stelle des Bassisten durch Larse wahrgenommen. 2006 trennte sich die Band nach den Albumaufnahmen zu Kein Platz für Poesie von Poldy, der vakante Schlagzeugposten wurde durch Heedwich (ex-Vocation, ex-B.G.T.) eingenommen.
Nach mehreren deutschlandweiten Tourneen stieg Larse aufgrund einer schweren Erkrankung 2013 aus der Band aus und wurde durch Joscha ersetzt.
2006 nahm die Band aus Spaß an dem Volksmusikwettbewerb Goldene Sprotte – Der Grand Prix des Nordens im Kieler Schloss teil und belegte den 4. Platz.
Im Jahr 2008 wurde durch YouTube das Livevideo zu dem Song Titanic-NMS Ansage, welches sich textlich mit der rechten Szene Neumünsters auseinandersetzt, nach massiven Protesten rechter YouTube-Nutzer zunächst gesperrt, dann allerdings aufgrund einer Gegenkampagne aus dem Fankreis der Band wieder online gestellt.
Im Jahr 2009 trennten sich Borderpaki aufgrund der Zusammenarbeit ihres ehemaligen Labels Nix Gut mit der umstrittenen Band Frei.Wild von dem schwäbischen Punklabel und wechselten zum kleinen Schweriner Independentlabel SN-Punx.

## Stil
Borderpaki wird dem Deutschpunk zugerechnet, es treten jedoch vermehrt auch Hardcore-Punk-Elemente und vereinzelt Versatzstücke aus dem Heavy Metal, aber auch Ska- und Reggae-Anspielungen in den Musikstücken der Band auf. Typisch ist der teilweise kehlige, teilweise arienhafte Gesang des Sängers und das Spielen mit überwiegend maritimer Symbolik. Die Band tritt in klassischer Besetzung, bestehend aus einem Sänger, einem Gitarristen, einem Bassisten und einem Schlagzeuger auf.
Namensgebend war eine Unterart des sogenannten „schwarzen Afghanen“.

## Diskografie

### Alben
- 2006: Kein Platz für Poesie (CD; Nix-Gut Records)
- 2008: Land Unter (CD; Nix-Gut Records)
- 2010: 1362 (CD, LP; SN-Punx)
- 2016: KREUZEN und QUEREN (CD; SN-Punx)
- 2018: Stromlos (CD, LP; Wiwaldi Tonträger)
- 2018: Distopia (LP 250 stk. Limitiert)

### Samplerbeiträge (Auszüge)
- 2006: Beitrag Plastic Bomb 54
- 2006: Beitrag Soundtrack DVD Wastefield (US)
- 2007: Beitrag Plastic Bomb 58
- 2007: Beitrag Tapesampler Tom Is Our Friend 1 (Aldi-Punk)
- 2007: Beitrag Deutschpunkgewitter Vol.3 (Nix-Gut)
- 2007: Beitrag Es lebe der Punk 11 (Nix-Gut)
- 2008: Beitrag Ungdomshuset Soli Sampler
- 2008: Beitrag next Steffi Soli Sampler
- 2008: Beitrag Tapesampler Rock'n'Rumble
- 2008: Beitrag Sampler Schlachtrufe BRD IX (Nix-Gut)
- 2008: Beitrag Sampler Taugenix #7
- 2009: Beitrag Kassensturz BRD II (Freepunk Rec.)
- 2010: Beitrag Waterpunk Sampler (Freepunk Rec.)